# Marc Vandewalle
Marc Vandewalle is een Belgisch onderwijsbestuurder.

## Levensloop
Marc Vandewalle liep school aan het Klein Seminarie Roeselare en studeerde Germaanse filologie aan de Katholieke Universiteit Leuven en Campus Kulak Kortrijk en audiovisuele communicatie. Hij was achtereenvolgens lesgever literatuur en docent talen en communicatie en werd in 1997 departementshoofd Handelswetenschappen en Bedrijfskunde van de Katholieke Hogeschool Limburg (KHLim). In 2009 werd hij in opvolging van Ann Verreth secretaris-generaal van de Vlaamse Hogescholenraad. In 2016 volgde Eric Vermeylen hem op en werd hij algemeen directeur van hogeschool UC Leuven-Limburg.